# Siward de Northumbrie
Vous lisez un « bon article » labellisé en 2019.
Pour les articles homonymes, voir Siward.
Siward (mort en 1055) est un comte anglais de la première moitié du XIe siècle.
Probablement d'origine danoise, Siward commence sa carrière en Angleterre sous le règne de Knut le Grand. Il gouverne au nom du roi le sud de la Northumbrie, autour de la ville d'York, à partir de 1033 au plus tard. En 1041, il unifie toute la Northumbrie après la mort du comte de Bamburgh Eadulf, qui tenait la région au nord du Tees. Son mariage avec Ælfflæd, la sœur d'Eadulf, lui permet vraisemblablement d'asseoir son autorité sur la région. Il étend par la suite son emprise sur les comtés anglais du Northamptonshire et du Huntingdonshire, dans les Midlands, et reprend peut-être aussi le Cumbria au royaume de Strathclyde.
Siward envahit l'Écosse en 1054 et remporte une grande victoire sur le roi Macbeth, qui coûte cependant la vie à son fils aîné Osbeorn. Le comte meurt de dysenterie l'année suivante et est inhumé à l'église Saint-Olave d'York. Son autre fils, Waltheof, devient à son tour comte de Northumbrie après la conquête normande de l'Angleterre.
Plus de cinq siècles après sa mort, la campagne écossaise de Siward apparaît de manière romancée dans le dernier acte de la pièce Macbeth de William Shakespeare.

## Sources
Siward ne figure pas de manière prééminente dans les sources contemporaines. Il est à peine mentionné dans l'Encomium Emmae et la Vita Ædwardi regis et ne fait l'objet que de quelques entrées dans la Chronique anglo-saxonne et les annales irlandaises. Les chroniqueurs anglo-normands du XIIe siècle Jean de Worcester, Guillaume de Malmesbury, Henri de Huntingdon et Orderic Vital sont plus ou moins fiables en fonction de leurs propres sources, tout comme les textes centrés sur le Nord de l'Angleterre attribués au moine Siméon de Durham : l'Historia regum, le Libellus de exordio, De primo Saxonum adventu et De obsessione Dunelmi. Les hagiographies et les chroniques plus tardives, comme celles des Écossais Jean de Fordun et Andrew Wyntoun (XIVe et XVe siècles), ne sont intéressantes que pour les traces de sources perdues qu'elles contiennent. L'une de ces sources pourrait être une saga consacrée à la vie du comte : en effet, plusieurs anecdotes rapportées dans la Vita et Passio Waldevi (une hagiographie de son fils Waltheof) et par Henri de Huntingdon présentent le ton caractéristique de ce type de récit.

## Contexte

L'empire de Knut le Grand s'étend sur l'Angleterre, le Danemark et la Norvège.

La carrière de Siward débute sous le règne de Knut le Grand (1016-1035), se poursuit sous ceux de ses fils Harold Pied-de-Lièvre (1035-1040) et Hardeknut (1040-1042) pour s'achever sous celui d'Édouard le Confesseur (1042-1066). Le plus important des quatre est celui de Knut, qui voit l'ascension d'un grand nombre de nouveaux venus sur la scène politique, dans des proportions que certains historiens n'hésitent pas à comparer aux années qui suivent la conquête normande de 1066. Ces « parvenus » sont issus de l'armée et la plupart n'ont pas de liens avec la dynastie saxonne supplantée par Knut. Son empire s'étend aussi sur le Danemark et la Norvège, ce qui l'amène à déléguer une partie importante de son pouvoir à ces hommes forts lors de ses absences. En Angleterre, ces hommes portent le titre d'ealdorman ou earl (« comte ») et administrent un ou plusieurs comtés au nom du roi. Avec le comte de Wessex Godwin et les comtes de Mercie Leofwine et Leofric, Siward est l'un des principaux comtes au service de Knut.
Le Nord de l'Angleterre se distingue alors du reste du pays. L'ancien royaume de Northumbrie, qui s'étendait du Humber et du Mersey jusqu'au Firth of Forth, entre le royaume de Strathclyde à l'ouest et le royaume d'Alba au nord, n'est uni au royaume de Wessex que depuis les années 950. Sa partie occidentale, du Lancashire à la Cumbria, est habitée par une importante population d'ascendance mixte irlandaise et norvégienne, les Gall Gàidheal. Les rois anglais de la maison de Wessex exercent leur autorité sur la Northumbrie par l'entremise de deux ealdormen : l'un gouverne la région au nord de la Tees à partir de la forteresse côtière de Bamburgh, l'autre le sud de la Tees depuis l'ancienne cité romaine d'York,,. La fragmentation politique ne s'arrête pas là, puisque des magnats locaux, portant les titres de thegn, hold ou high-reeve, bénéficient d'une autonomie importante vis-à-vis des deux ealdormen et s'opposent parfois à eux, comme le hold Thurbrand dont la famille entretient une vendetta avec la lignée de Bamburgh pendant plusieurs décennies,.

## Biographie

### Origines
Les historiens considèrent généralement que Siward est d'origine danoise. La Vita Ædwardi regis indique en effet qu'il est surnommé Digri ou Digara, du danois diger, qui signifie « fort » ou « corpulent ». La Vita et passio Waldevi, l'hagiographie de son fils Waltheof, soutient qu'il est le fils d'un comte scandinave nommé Bjorn et fait remonter son ascendance jusqu'à l'union d'une femme et d'un ours blanc, une hybridation courante dans le folklore des peuples germaniques. Ce texte relate le voyage de Siward depuis la Scandinavie jusqu'à l'Angleterre, durant lequel il tue un dragon dans les Orcades et rencontre Odin déguisé en vieil homme, qui lui remet une bannière à l'emblème du corbeau et lui conseille de se rendre à Londres pour offrir ses services au roi d'Angleterre.

### Sous Knut et ses fils

L'Angleterre à l'époque de Siward.

La date exacte à laquelle Siward arrive en Angleterre est inconnue. Des chartes de 1019, 1024, 1032, 1033 et 1035 mentionnent un Si[ge]ward minister, « Siward le thegn », sans qu'il soit possible d'affirmer avec certitude qu'il s'agit du futur comte de Northumbrie. Ce n'est que dans une charte de 1033 qu'il peut être identifié de manière indubitable, car il apparaît en tant que Siward dux sur une donation de Knut le Grand à l'archevêque d'York Ælfric Puttoc. L'année 1033 constitue donc un terminus ante quem pour le début du règne de Siward en Northumbrie. Il est possible qu'il soit arrivé au pouvoir bien plus tôt, car la dernière mention de son prédécesseur Éric Håkonsson date de 1023,,,. Bien que Guillaume de Malmesbury affirme qu'Éric est chassé de son comté et contraint de rentrer en Norvège, les sources scandinaves sont unanimes pour dire qu'il est mort en Angleterre. Pour l'historien Richard Fletcher, il serait mort au plus tard en 1028. Son collègue William Kappelle considère qu'Éric cesse d'être comte en 1023 ou peu après, à la suite de quoi Knut nomme Carl, fils de Thurbrand, comme hold ou high-reeve du Yorkshire. Carl aurait conservé ce titre même après l'avènement de Siward, ce dernier devenant simplement son supérieur direct à la place du roi. Timothy Bolton, un autre historien spécialiste de l'époque, rejette cette idée et envisage que le titre de comte soit resté vacant après la mort d'Éric, qu'il situe vers 1023. Il souligne que Knut semble n'avoir guère prêté attention à la Northumbrie avant les dernières années de son règne, un vide politique qui aurait permis à Ealdred d'accéder au pouvoir à Bamburgh dans la première moitié des années 1020.
À la mort de Knut, en 1035, plusieurs prétendants revendiquent le trône, parmi lesquels ses deux fils Harold et Hardeknut. Ce dernier, qui se trouve alors en Scandinavie, ne peut empêcher son demi-frère Harold de ceindre la couronne. En 1040, alors que Hardeknut se prépare à envahir l'Angleterre, Harold meurt inopinément, laissant le trône à son rival. Durant cette période troublée, Siward semble adopter une position de « neutralité bienveillante ou prudente » d'après l'historien Frank Barlow. Deux événements le concernant sont rapportés pour l'année 1041. Après le meurtre de deux collecteurs d'impôts, Hardeknut lance une expédition punitive contre la ville de Worcester et son abbaye. Jean de Worcester signale la participation de Siward à ce raid de représailles. La Chronique anglo-saxonne raconte par ailleurs que le comte de Bamburgh Eadulf, le successeur d'Ealdred, est « trahi » par le roi Hardeknut cette année-là. Le Libellus de exordio et d'autres sources précisent qu'Eadulf est attaqué et tué par Siward, ce qui suggère qu'il agit au nom du roi. Ce faisant, il devient comte de toute la Northumbrie. C'est la première fois depuis la mort d'Uchtred le Hardi, en 1016, que la région est réunie sous l'autorité d'un seul baron. Il est possible que Siward ait pu se prévaloir de son mariage avec Ælfflæd, la sœur d'Eadulf, pour recueillir la succession du comte de Bamburgh, mais on ignore s'il s'est marié avec elle avant ou après la mort de son frère. Les successeurs d'Uchtred à Bamburgh n'apparaissent jamais à la cour anglaise, ce qui implique peut-être un état de rébellion vis-à-vis du pouvoir royal. Dans ce cas, le roi aurait pu encourager Siward à le débarrasser d'un vassal rebelle ou déloyal, qui est du reste son principal rival dans la région.

### Sous Édouard le Confesseur

#### Les affaires d'Angleterre

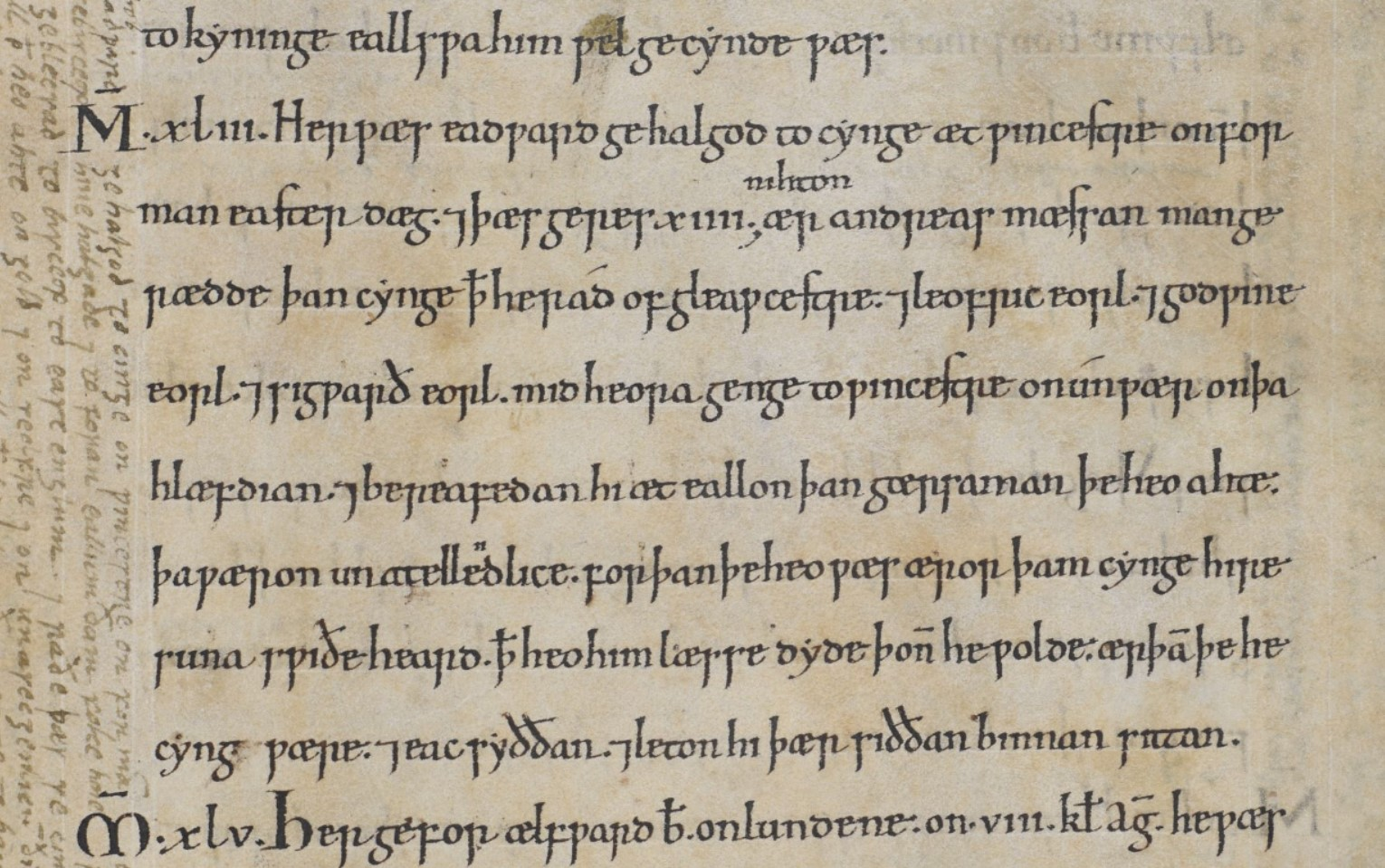
L'entrée pour l'année 1043 dans le manuscrit D de la Chronique anglo-saxonne rapporte la participation de Siward (orthographié Sigwarð) à l'expédition contre la reine-mère Emma de Normandie.

Après avoir régné deux ans, le roi d'Angleterre Hardeknut meurt le 8 juin 1042. La succession se fait sans heurt au profit d'Édouard le Confesseur, un rejeton de l'ancienne maison de Wessex, qui est sacré le 3 avril 1043. Siward semble avoir entretenu de bonnes relations avec le nouveau roi, au point d'avoir été l'un de ses principaux soutiens. Le 16 novembre 1043, il accompagne le roi avec les comtes Godwine de Wessex et Leofric de Mercie contre la reine-mère Emma de Normandie afin de la dépouiller de ses nombreuses richesses. Édouard accuse sa mère de trahison et dépose son proche conseiller, l'évêque d'Elmham Stigand. En 1051, Siward lève des troupes pour défendre le roi contre la révolte du comte Godwine et de ses fils, qui sont finalement contraints à l'exil. Le soutien de Siward et Leofric est crucial pour Édouard, mais ils semblent avoir été réticents à affronter leur pair sur le champ de bataille, ce qui expliquerait pourquoi le roi est contraint de rappeler Godwine d'exil pour le rétablir dans ses titres dès l'année suivante,. Siward apparaît comme témoin sur de nombreuses chartes du règne d'Édouard. Il figure généralement en troisième position dans la liste des comtes, après Godwine et Leofric, mais avant les fils de Godwine et les autres comtes.
D'après Guillaume de Poitiers, Siward fait partie de ceux ayant juré de reconnaître Guillaume le Conquérant comme héritier du roi Édouard. Ce serment est également prêté par les comtes Godwin et Leofric, ainsi que par Stigand, devenu évêque de Winchester en 1047 après avoir reçu le pardon du roi. Dans la mesure où la chronique de Guillaume de Poitiers est favorable au Conquérant et à ses revendications, la véracité de cet événement n'est pas assurée. Si ces serments ont bien été prêtés, c'est vraisemblablement en 1051 ou peu avant, au moment où l'archevêque Robert de Jumièges se rend à Rome pour y recevoir son pallium.
Certains éléments suggèrent que Siward acquiert le Northamptonshire dans les années 1040, puis le Huntingdonshire dans les années 1050, étendant ainsi son autorité vers le sud. En effet, des ordonnances royales lui sont adressées en sa qualité de comte de ces deux comtés, et ses descendants restent davantage associés à cette région qu'à la Northumbrie. D'après la Vita et Passio Waldevi, Siward aurait été nommé comte de Huntingdon après avoir tué le précédent détenteur du titre, un certain Tostig, avant même de recevoir la Northumbrie, mais cette version des faits ne correspond pas à la chronologie des chartes et constitue sans doute une invention,. Il est aussi possible qu'il ait ramené le Cumberland dans le giron northumbrien, dans l'hypothèse où cette région serait passée sous le contrôle du royaume de Strathclyde, mais cette idée reste débattue dans la mesure où elle repose sur une formulation ambigüe dans un document émis par un certain Gospatrick qui est soit le comte Gospatrick, soit le fils du comte Uchtred le Hardi,.
Les relations de Siward avec l'Église northumbrienne sont le mieux connues dans la région de Durham. Par son mariage avec Ælfflæd, le comte acquiert des domaines dans la région de la Tees qui sont revendiqués par l'évêché de Durham. La situation est à son avantage, car l'évêque Æthelric a été chassé par son propre clergé en 1045 ou 1046. D'après le Libellus de exordio, c'est en versant un pot-de-vin à Siward qu'Æthelric peut récupérer son siège, sans que le clergé de Durham, « terrifié et écrasé par la puissance effroyable du comte », n'ose élever d'objection. Malgré cela, Siward ne souffre pas d'une mauvaise réputation dans les textes produits ultérieurement par les moines de Durham, ce qui suggère que ses relations avec cette communauté religieuse sont dans l'ensemble bonnes.

#### L'invasion de l'Écosse

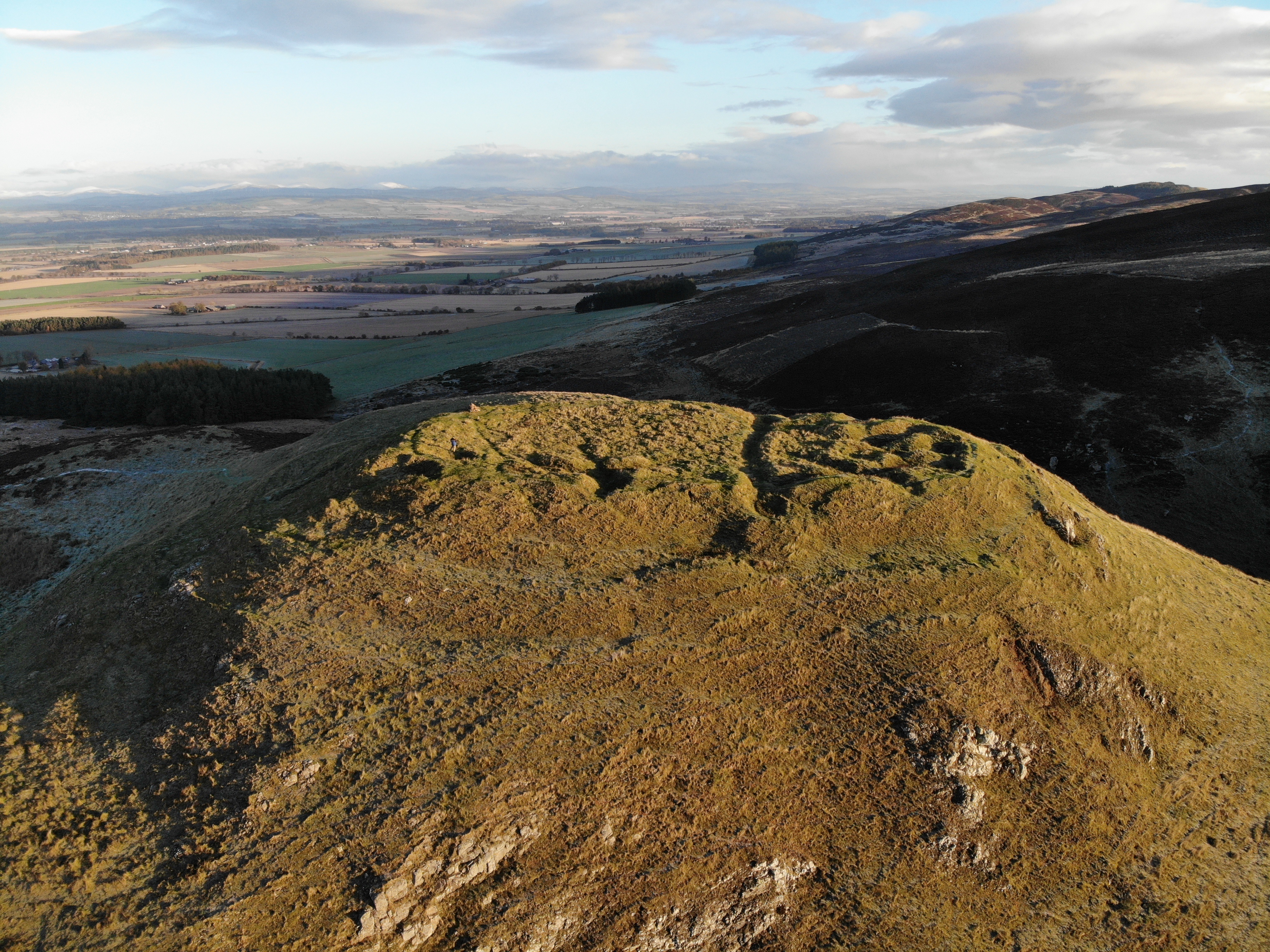
La bataille ayant opposé Siward à Macbeth le 27 juillet 1054 est traditionnellement située à Dunsinane.

En 1054, Siward mène une campagne contre le roi écossais Macbeth pour des raisons qui ne sont pas claires. D'après le Libellus de exordio, le roi écossais Duncan Ier envahit la Northumbrie et assiège Durham en 1039 ou 1040,. Dans l'année qui suit, Duncan est déposé et tué par Macbeth, au même moment où le comte Eadulf de Bamburgh est tué par Siward. Bien que le texte n'associe pas ces deux événements, ils sont vraisemblablement liés,. Les Annales de Lindisfarne et Durham (début du XIIe siècle) indiquent qu'en 1046, Siward envahit l'Écosse et détrône Macbeth, mais ce dernier reprend le pouvoir une fois Siward rentré en Angleterre. L'historien William Kapelle considère que cette annale relate un événement authentique et la relie à l'entrée des Annales de Tigernach pour 1045, qui mentionne une bataille entre Scots à la suite de laquelle Crínán de Dunkeld, le père de Duncan, trouve la mort. Pour Kapelle, Siward aurait essayé de remplacer Macbeth par Maldred, un autre fils de Crínán. En revanche, l'historien Alex Woolf considère que la campagne relatée dans les Annales de Lindisfarne et Durham est celle de 1054, datée à tort de 1046.
Durant l'invasion de 1054, une bataille prend place à un endroit indéterminé au nord du Firth of Forth. Elle est traditionnellement située à Dunsinane, mais le premier à en faire mention est Andrew Wyntoun, au XVe siècle,. C'est sur cette tradition, reprise par les historiens de la Renaissance, que s'appuie le dramaturge William Shakespeare pour dépeindre la bataille entre Anglais et Écossais dans le dernier acte de sa tragédie Macbeth.
La Chronique anglo-saxonne indique que la bataille se déroule le 27 juillet et que les Anglais en sortent vainqueurs, bien que Siward y perde son fils Osbeorn Bulax et son neveu, un autre Siward :

« Ici le comte Siward se rendit avec une grande armée en Écosse, avec une flotte et une troupe ; et il combattit les Écossais, et mit en déroute le roi Macbeth, et tua les meilleurs hommes du pays, et ramena un grand butin, comme nul n'en avait jamais ramené ; et là furent tués son fils Osbeorn, et le fils de sa sœur Siward, et certains de ses housecarls et aussi certains du roi, le jour des Sept Dormants. »

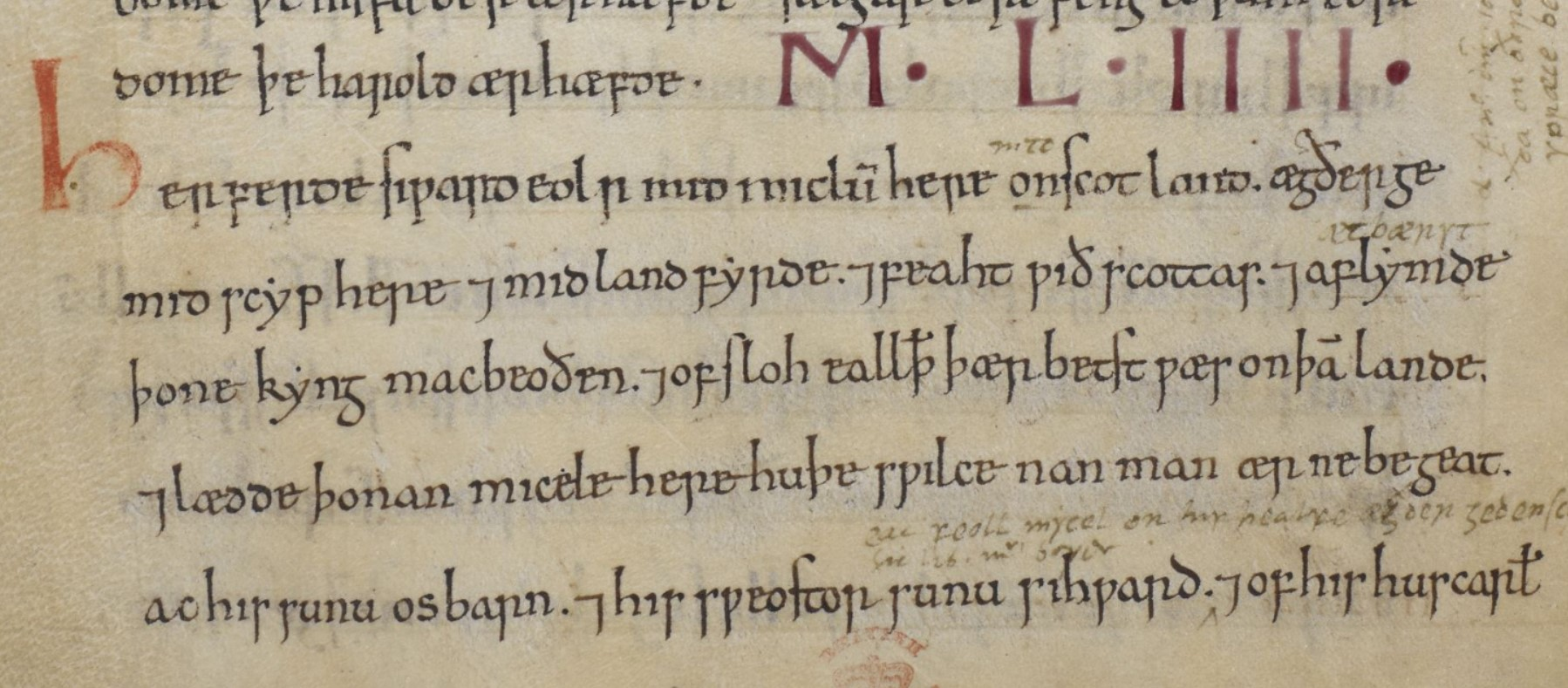
L'entrée pour l'année 1054 dans le manuscrit D de la Chronique anglo-saxonne rapporte la « bataille des Sept Dormants ».

Jean de Worcester, qui s'appuie sur une autre version de la Chronique anglo-saxonne, précise les noms de deux autres victimes de la bataille, les Normands Osbern Pentecost et Hugues, qui avaient rejoint Macbeth après avoir fui l'Angleterre. L'affrontement apparaît aussi dans les annales irlandaises, brièvement dans les Annales de Tigernach et de manière plus détaillée dans les Annales d'Ulster qui rapportent la mort d'un certain Dolfinn, fils de Finntor du côté anglais, probablement un chef des Gall Gàidheal.
Une anecdote rapportée par Henri de Huntingdon concerne peut-être la mort d'Osbeorn et la campagne de 1054, bien que la chronologie des évènements soit différente :

« Vers cette période, Siward, le puissant comte de Northumbrie, presque un géant par la taille, très fort d'esprit et de corps, envoya son fils conquérir l'Écosse. Quand ils revinrent et rapportèrent à son père qu'il avait été tué au combat, il demanda : a-t-il reçu sa blessure fatale à l'avant ou à l'arrière du corps ? Les messagers répondirent : À l'avant. Alors il dit : cela me remplit de joie, car je ne considère aucune autre mort comme digne de moi ou de mon fils. Puis Siward se rendit en Écosse et vainquit son roi au combat, dévasta le royaume tout entier et, l'ayant détruit, le soumit à son autorité. »

D'après Jean de Worcester, après sa victoire, Siward place un certain « Máel Coluim, fils du roi des Cumbriens », sur le trône écossais. L'identité exacte de ce Máel Coluim (Malcolm) et les raisons pour lesquelles Siward lui a apporté son aide restent incertaines. L'historiographie traditionnelle considère qu'il s'agit de Malcolm III et que Siward cherchait à évincer Macbeth à son profit. Cette interprétation repose sur la chronique de Jean de Fordun et d'autres sources plus anciennes, comme Guillaume de Malmesbury, mais ce dernier n'est pas un modèle de fiabilité : il affirme que Macbeth a été tué au combat par Siward, alors que le comte est mort deux ans avant lui. En 2002, l'historien écossais Archie Duncan estime que les chroniqueurs ultérieurs se sont basés sur la Chronique anglo-saxonne pour identifier à tort le « fils du roi des Cumbriens » au roi écossais homonyme. Máel Coluim pourrait être plutôt un fils d'Owain Foel, roi breton du Strathclyde, peut-être par une fille de Malcolm II.
La campagne de 1054 n'aurait donc pas entraîné de changement à la tête du royaume d'Écosse. Sa principale conséquence serait plutôt l'imposition de la suzeraineté northumbrienne à des terres bretonnes jusqu'alors sous domination écossaise. Máel Coluim aurait été un prince cumbrien contraint d'accepter la protection anglaise. Plusieurs indices suggèrent que le Strathclyde se trouve sous contrôle anglais à cette époque, notamment les traces de maçonnerie northumbrienne du XIe siècle retrouvées à la cathédrale de Glasgow et les textes du XIIe siècle qui affirment que les évêques de Glasgow Magsuen et Johannes Scotus (en) ont été sacrés par l'archevêque d'York Cynesige entre 1051 et 1060.

### Mort et postérité

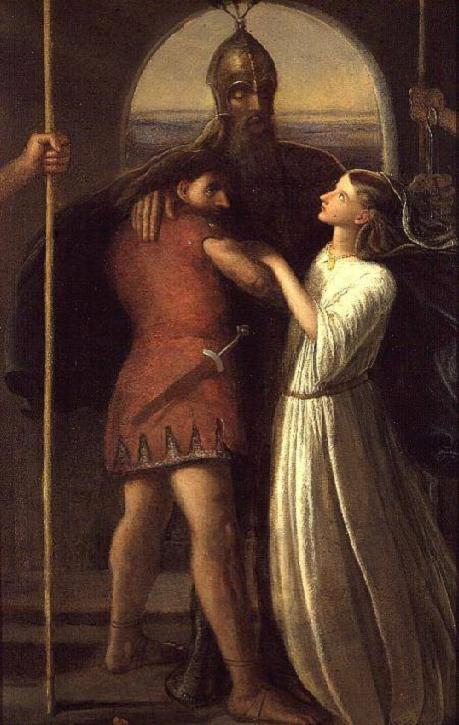
La Mort du comte Siward par le peintre préraphaélite britannique James Smetham (1861).

Le chroniqueur Henri de Huntingdon raconte que Siward, frappé de dysenterie, craint de mourir « comme une vache ». Préférant mourir comme un soldat, il endosse son armure et se munit d'une hache et d'un bouclier. C'est ainsi apprêté qu'il serait mort. Cette anecdote provient vraisemblablement de la saga perdue du comte Siward, et son historicité est douteuse. La Vita Ædwardi regis et la Chronique anglo-saxonne précisent qu'il est mort à York et inhumé au « monastère de saint Olaf » qu'il a fondé à Galmanho, qui correspond à l'église Saint-Olave. Il s'agit du seul cas de sépulture dans une église d'un individu autre qu'un roi attesté avant la conquête normande. Une colline au sud-est d'York porte le nom de Siward's Howe, vraisemblablement parce que le comte y rendait la justice.
Des deux fils de Siward et Ælfflæd, seul Waltheof lui survit. Il devient ultérieurement comte dans les Midlands, puis en Northumbrie. Pour s'être révolté contre Guillaume le Conquérant, il est exécuté en 1076. Par la suite, il est vénéré comme saint à l'abbaye de Crowland. Par le mariage de Maud, la fille de Waltheof, avec le roi écossais David Ier, Siward est l'ancêtre des monarques écossais puis britanniques ultérieurs.
Une source indirecte permet d'affirmer que Siward a également été marié à une certaine Godgifu, morte avant lui. Dans une charte, Siward conclut un accord avec l'abbaye de Peterborough afin de conserver jusqu'à sa mort les domaines de Belmesthorpe et Ryhall, promis à l'abbaye par Godgifu. Puisqu'aucune source ne précise le nom de la mère d'Osbeorn, il est possible que Waltheof et lui ne soient que demi-frères. L'historien William Kapelle propose que Siward ait envisagé de partager son comté entre ses fils à sa mort : le sud à Osbeorn et le nord (lié à la famille de sa mère Ælfflæd) à Waltheof.
Bien que Siward soit mort plus de dix ans avant Édouard le Confesseur, le Domesday Book le mentionne parmi les propriétaires terriens anglais au début de l'année 1066. Quatre manoirs lui sont attribués, trois dans le Yorkshire et un dans le Derbyshire, qui deviennent la propriété du comte de Chester Hugues d'Avranches après la conquête normande. Leur valeur est estimée à 212 £, contre 136 £ pour les propriétés de son fils Waltheof, éparpillées dans neuf comtés différents. Cette estimation est vraisemblablement incomplète si on compare les 348 £ que valent les domaines de Siward et Waltheof aux 2 493 £ que valent les domaines de la famille des comtes de Mercie. Il est possible qu'une partie des terres de Siward soit passée aux mains de ses successeurs en Northumbrie, Tostig Godwinson et Morcar. En outre, le recensement du Domesday Book laisse de côté plusieurs comtés du Nord (Durham, Northumberland et Cumbria), tandis que le Yorkshire, qui n'est documenté que partiellement, a beaucoup souffert de la dévastation du Nord, avec des conséquences significatives sur la valeur des domaines de la région,.
Plus de cinq siècles après sa mort, Siward apparaît comme personnage secondaire dans la pièce Macbeth de William Shakespeare. Cette tragédie, probablement rédigée en 1606, offre une vision romancée de la campagne de 1054 dans son dernier acte. Siward y apparaît comme le principal soutien du prince Malcolm, qui cherche à reconquérir le trône dont l'a privé Macbeth en assassinant son père Duncan. Durant la bataille, qui prend place devant le château de Dunsinane, le fils du comte, qui s'appelle également Siward, est tué en combat singulier par Macbeth. Dans la dernière scène de la pièce, après la mort du tyran, le vieux Siward apprend avec stoïcisme la mort de son fils. La principale source d'information de Shakespeare pour l'intrigue de Macbeth est la Chronique de Raphael Holinshed dans sa deuxième édition de 1587. Cette chronique accorde à Siward le premier rôle dans la campagne de 1054, suivant en cela les chroniques médiévales comme celle de Jean de Worcester dont elle reprend l'anecdote sur la mort du fils du comte. Siward apparaît davantage en retrait vis-à-vis de Malcolm chez Shakespeare que chez Holinshed, peut-être pour complaire à Jacques VI et Ier, roi d'Écosse devenu souverain d'Angleterre en 1603.

### Sources primaires
- (en) Diana E. Greenway (éd.), Henry of Huntingdon : The History of the English People 1000–1154, Oxford, Oxford University Press, 2002, 154 p. (ISBN 0-19-284075-4, lire en ligne).
- (en) David Rollason (éd.) (trad. du latin), Libellus de exordio atque procursu istius, hoc est Dunhelmensis, ecclesie, Oxford, Clarendon Press, 2000, 353 p. (ISBN 0-19-820207-5).
- (en) Michael Swanton (trad.), The Anglo-Saxon Chronicle, New York, Routledge, 1996, 363 p. (ISBN 0-415-92129-5, lire en ligne).

### Sources secondaires
- (en) William M. Aird, St Cuthbert and the Normans : The Church of Durham, 1071–1153, Woodbridge, The Boydell Press, 1998, 311 p. (ISBN 0-85115-615-0, lire en ligne).
- (en) William M. Aird, « Siward, earl of Northumbria (d. 1055) », dans Oxford Dictionary of National Biography, Oxford University Press, 2004 (lire en ligne ).
- (en) Nick Aitchison, Macbeth : Man and Myth, Stroud, Sutton Publishing, 1999 (ISBN 0-7509-1891-8).
- (en) Jonathan Baldo, « "A rooted sorrow": Scotland’s unusable past », dans Nick Moschovakis (éd.), Macbeth: New Critical Essays, New York et Londres, Routledge, 2008 (ISBN 978-0-203-93070-0).
- (en) Frank Barlow, Edward the Confessor, Londres, Eyre & Spottiswoode, 1970 (ISBN 0-413-27830-1).
- (en) Stephen Baxter, The Earls of Mercia : lordship and power in late Anglo-Saxon England, Oxford, Oxford University Press, 2007, 363 p. (ISBN 978-0-19-923098-3, lire en ligne).
- (en) Timothy Bolton, The Empire of Cnut the Great : conquest and the consolidation of power in Northern Europe in the early eleventh century, Leyde, Brill, 2009, 351 p. (ISBN 978-90-04-16670-7, lire en ligne).
- (en) Peter A. Clarke, The English Nobility under Edward the Confessor, Oxford, Clarendon Press, 1994, 386 p. (ISBN 0-19-820442-6).
- (en) Christopher Daniell, Death and Burial in Medieval England, 1066–1550, Londres, Routledge, 1970, 242 p. (ISBN 0-415-11629-5).
- (en) Anthony Davies et Will Sharpe (rév.), « Macbeth », dans Michael Dobson, Stanley Wells, Will Sharpe et Erin Sullivan (éd.), The Oxford Companion to Shakespeare, Oxford University Press, 2015, 2e éd. (ISBN 9780191788802).
- (en) A. A. M. Duncan, The Kingship of the Scots 842–1292 : Succession and Independence, Édimbourg, Edinburgh University Press, 2002, 381 p. (ISBN 0-7486-1626-8).
- (en) Robin Fleming, Kings and Lords in Conquest England, Cambridge, Cambridge University Press, 1991, 279 p. (ISBN 978-0-521-39309-6).
- (en) Richard A. Fletcher, Bloodfeud : Murder and Revenge in Anglo-Saxon England, Londres, Penguin Books, 2003, 230 p. (ISBN 978-0-14-028692-2).
- (en) Judith Green, The Aristocracy of Norman England, Cambridge, Cambridge University Press, 2002, 516 p. (ISBN 0-521-52465-2).
- (en) Florence Harmer, Anglo-Saxon Writs, Manchester, Manchester University Press, 1952 (ISBN 978-0-86054-097-7).
- (en) William E. Kapelle, The Norman Conquest of the North : The Region and Its Transformation, 1000–1135, Londres, Croom Helm Ltd, 1979, 329 p. (ISBN 0-7099-0040-6).
- (en) Simon Keynes, « Cnut's Earls », dans Alexander R. Rumble, The Reign of Cnut: King of England, Denmark and Norway, Londres, Leicester University Press, 1994 (ISBN 978-0-7185-1455-6), p. 43-88.
- (en) C. P. Lewis, « Waltheof, earl of Northumbria (c. 1050–1076) », dans Oxford Dictionary of National Biography, Oxford University Press, 2004 (lire en ligne ).
- (en) Emma Mason, The House of Godwine : The History of a Dynasty, Londres, Hambledon and London, 2004 (ISBN 1-85285-389-1).
- (en) Christopher J. Morris, Marriage and Murder in Eleventh-Century Northumbria : A Study of 'De Obsessiones Dunelmi', York, University of York, 1992 (ISSN 0524-0913).
- (en) D. M. Palliser, Medieval York 600–1540, Oxford, Oxford University Press, 2014, 332 p. (ISBN 978-0-19-925584-9, lire en ligne).
- (en) Charles Phythian-Adams, Land of the Cumbrians : A Study in British Provincial Origins A.D. 400–1120, Aldershot, Scolar Press, 1996, 207 p. (ISBN 978-1-85928-327-1).
- (en) Christine Rauer, Beowulf and the Dragon : Parallels and Analogues, Cambridge, D. S. Brewer, 2000, 230 p. (ISBN 978-0-85991-592-2, lire en ligne).
- (en) David Rollason, Northumbria, 500–1100 : Creation and Destruction of a Kingdom, Cambridge, Cambridge University Press, 2003, 368 p. (ISBN 978-0-521-04102-7).
- (en) Peter Sawyer, « Cnut's Scandinavian Empire », dans Alexander R. Rumble, The Reign of Cnut: King of England, Denmark and Norway, Londres, Leicester University Press, 1994 (ISBN 978-0-7185-1455-6), p. 43-88.
- (en) R. M. Wilson, The Lost Literature of Medieval England, Londres, Routledge, 2019 (1re éd. 1952), 274 p. (ISBN 978-0-429-51570-5, lire en ligne).
- (en) Alex Woolf, From Pictland to Alba, 789–1070, Édimbourg, Edinburgh University Press, 2007, 384 p. (ISBN 978-0-7486-1234-5).